# پاتریک مولینز
پاتریک مولینز (انگلیسی: Patrick Mullins؛ زادهٔ ۵ فوریهٔ ۱۹۹۲) بازیکن فوتبال اهل ایالات متحده آمریکا است.
از باشگاه‌هایی که در آن بازی کرده‌است می‌توان به باشگاه فوتبال دی‌سی یونایتد، باشگاه فوتبال نیویورک سیتی، و باشگاه فوتبال نیوانگلند رولوشن اشاره کرد.